# Мон-Лорьє
Мон-Лорьє (фр. Mont-Laurier, дос. «Гора Лорьє»)  — місто у провінції Квебек (Канада), у адміністративному регіоні Лорантиди.